# Cewa nerwowa

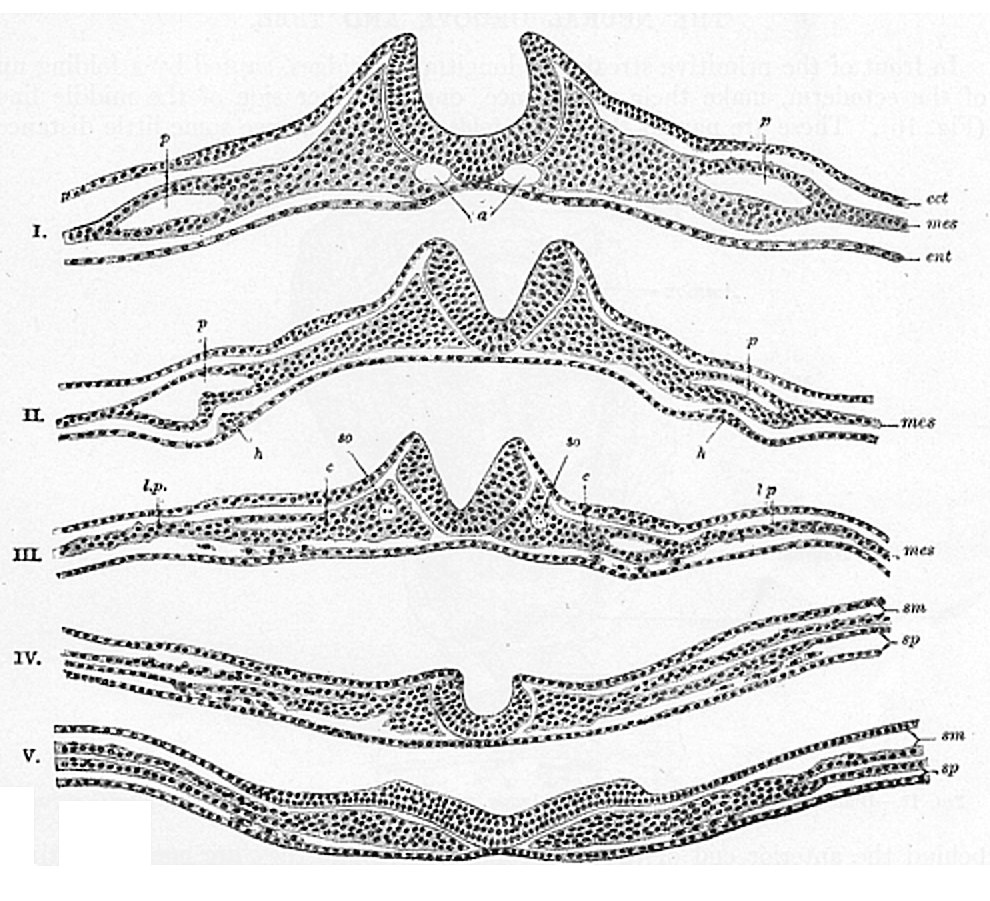
Kształtowanie się cewy nerwowej (rysunek z Gray’s Anatomy)

Cewa nerwowa, cewka nerwowa – zawiązek układu nerwowego powstający ponad zawiązkiem struny grzbietowej, wzdłuż linii środkowej zarodków strunowców w procesie neurulacji. Zapadające się do wnętrza gastruli komórki grzbietowej ektodermy tworzą rynienkę, a następnie ślepo zakończoną z obu końców rurkowatą strukturę stopniowo przykrywaną ektodermą. U wyżej uorganizowanych strunowców cewka nerwowa rozwija się w mózgowie i rdzeń kręgowy.